# Prieuré Notre-Dame de Salagon
Pour les articles homonymes, voir Prieuré Notre-Dame.
Le prieuré Notre-Dame de Salagon est un prieuré roman situé sur le territoire de la commune de Mane dans le département français des Alpes-de-Haute-Provence en région Provence-Alpes-Côte d'Azur.
Ce prieuré roman désaffecté, aujourd'hui propriété du conseil départemental des Alpes-de-Haute-Provence, abrite depuis 1981 le musée départemental ethnologique de la Haute-Provence.

## Localisation
Le prieuré est situé dans la plaine à environ 1 kilomètre au sud-ouest du village de Mane, non loin de la route nationale N100 qui mène à Apt.

## Historique
Au milieu du Ier siècle de notre ère, une villa gallo-romaine succède à une ferme gauloise.
La vocation chrétienne du lieu date de l'Antiquité tardive : au Ve ou VIe siècle, la villa désaffectée fait place à une basilique funéraire. Cet édifice connaît plusieurs développements : un chevet carré à l'est et deux chambres latérales au nord et au sud.
Les premiers documents écrits mentionnant le site datent du début du XIe siècle : la dîme de Salagon est concédée au chapitre de Forcalquier. Au début du XIIe siècle, Salagon devient un prieuré dépendant de l'abbaye Saint-André de Villeneuve-lès-Avignon,. Durant le dernier quart du XIIe siècle, une église en style roman comportant deux nefs est reconstruite : il s'agit du bâtiment que l'on peut voir actuellement.
Viennent s'y adjoindre du XIIIe au XVIIe siècle un logis prieural, une grange et un mur d'enceinte. Au XVIe siècle, le prieuré est donné en commende.
La chapelle proprement dite fait l'objet d'un classement au titre des monuments historiques depuis le 30 janvier 1922, les façades et toitures des bâtiments conventuels n'étant inscrites que depuis 1980.
« Elle a été restaurée de 1983 à 1992, et l'on décida alors de remplacer les verrières blanches fermant ses six baies (quatre lancettes et deux oculi) par des vitraux commandés à Aurelie Nemours. Lorsqu'elle les réalise, en 1998, l'artiste est âgée de 86 ans ».

## Architecture

### La façade occidentale
La façade occidentale est édifiée en pierre de taille assemblée en grand appareil et est percée dans sa partie supérieure de nombreux trous de boulin (trous laissés par les échafaudages).
Cette façade est percée d'un oculus et d'un portail très orné.
L'oculus est entouré de trois anneaux toriques et comporte en son centre une ouverture quadrilobée dont les lobes alternent avec des rosaces gravées dans la pierre.
Ce portail est encadré de trois paires de colonnes à base et astragale torique et au fût aux cannelures droites, torsadées ou en zigzag, surmontées de chapiteaux à feuilles d'acanthe supportant une archivolte ornée d'arcs toriques (boudins). La voussure externe est bordée d'une frise en damier qui se poursuit à l'horizontale de part et d'autre du portail.
Des rinceaux complètent cette décoration, à gauche, à droite et au-dessus du portail. Il s'agit probablement de réemploi. On remarquera, sur le dernier rinceau en haut à gauche, le signe symbolique de l'« union », fait de deux ellipses entrecroisées.

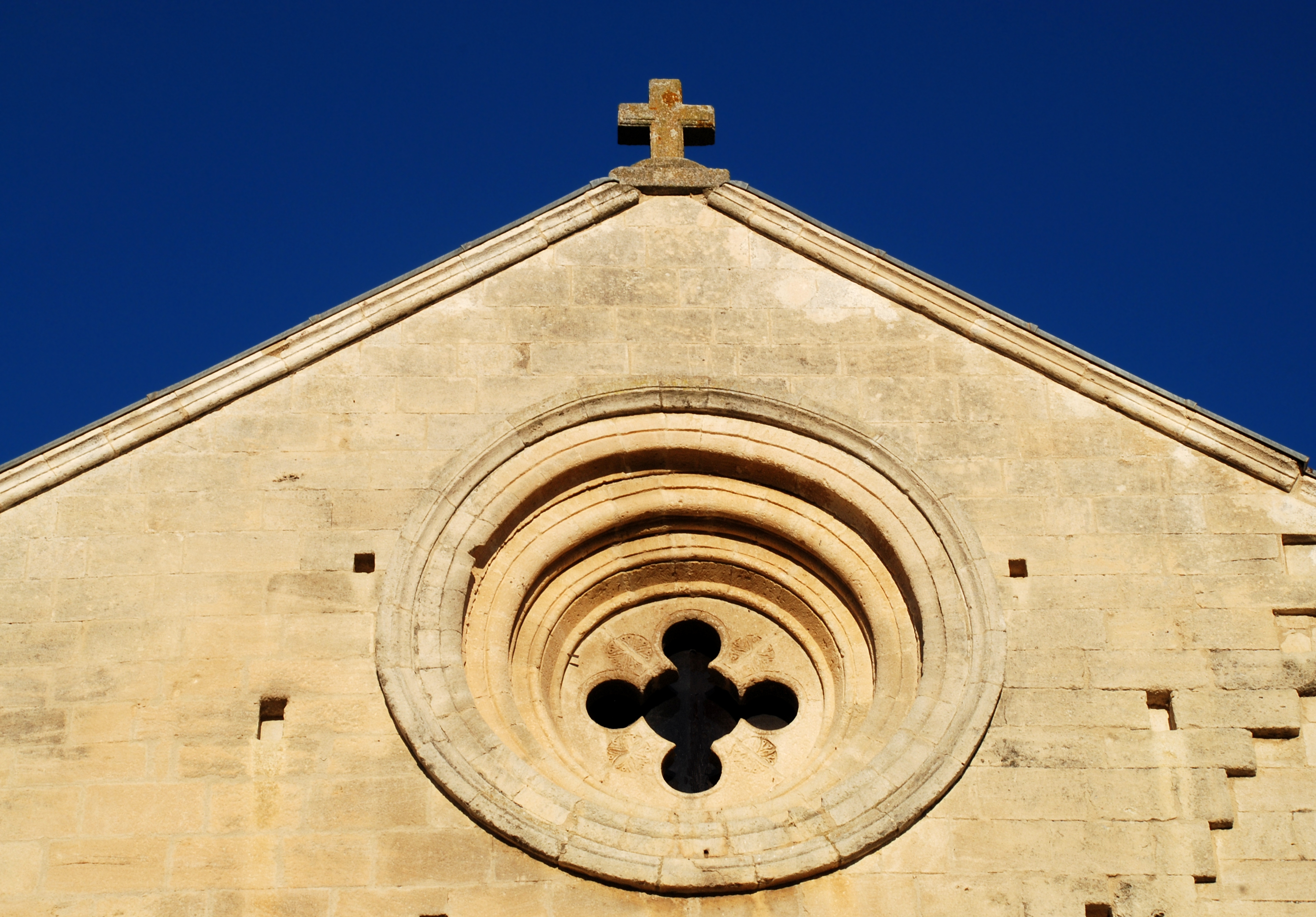
L'oculus.
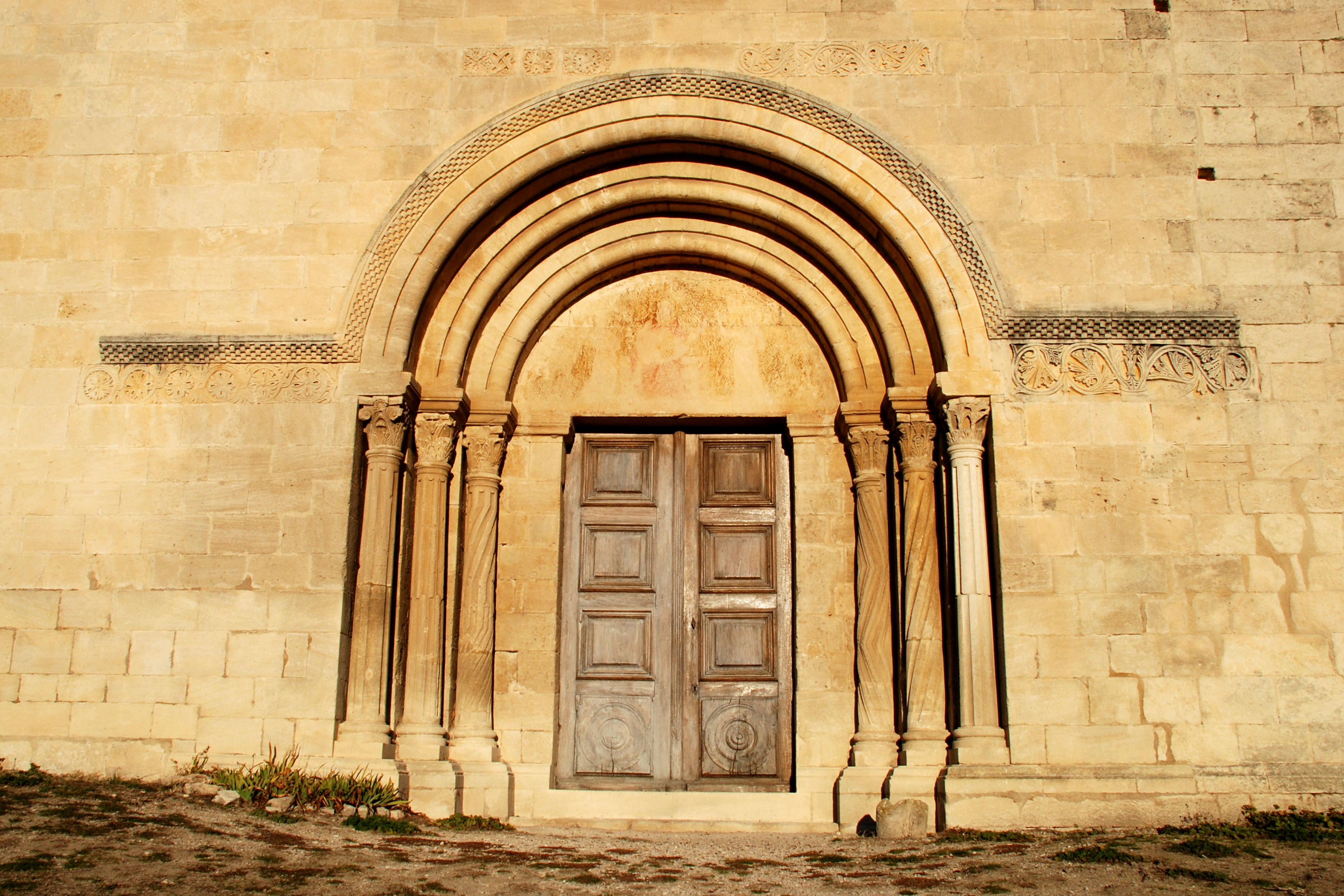
Le portail occidental.
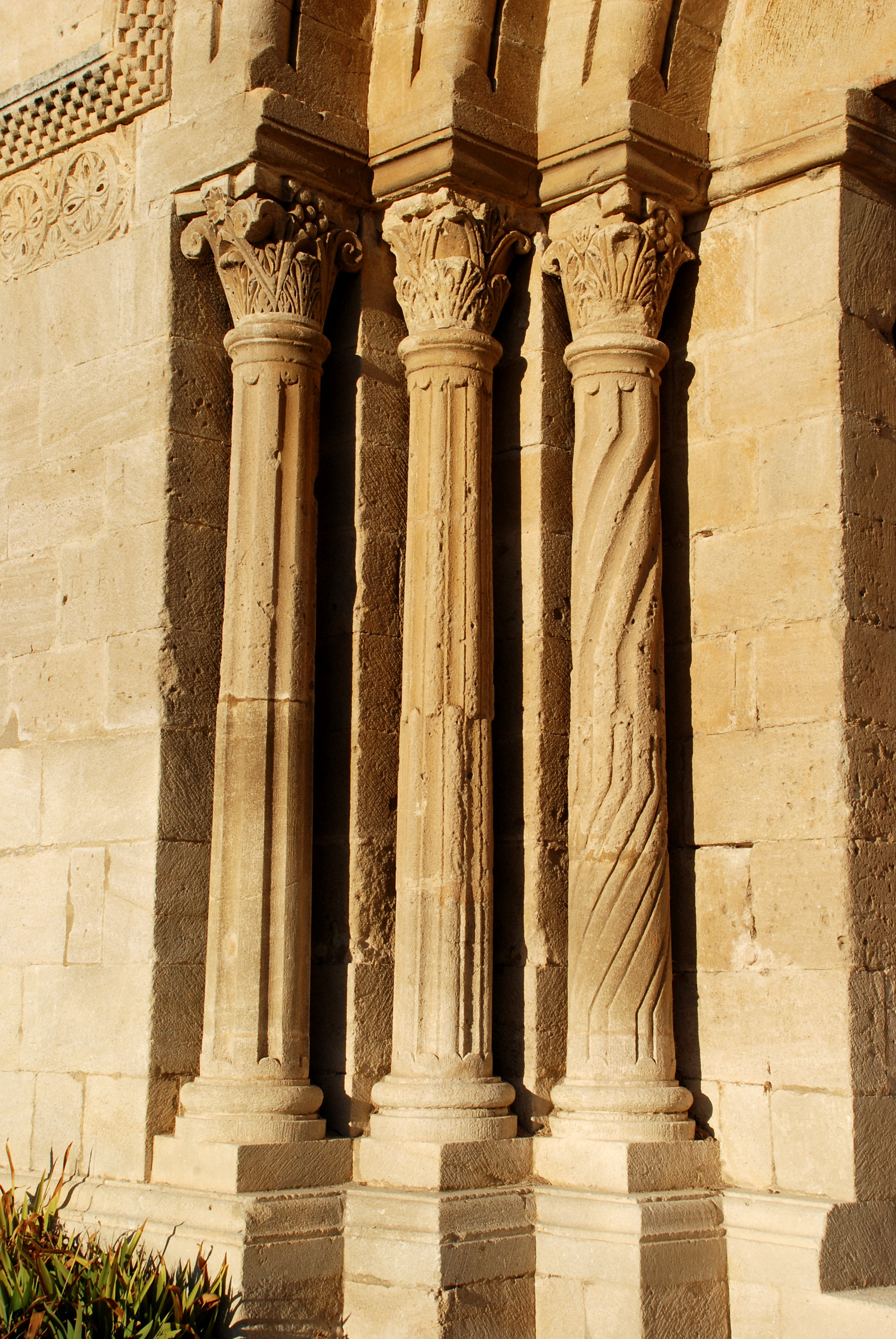
Colonnes de gauche.
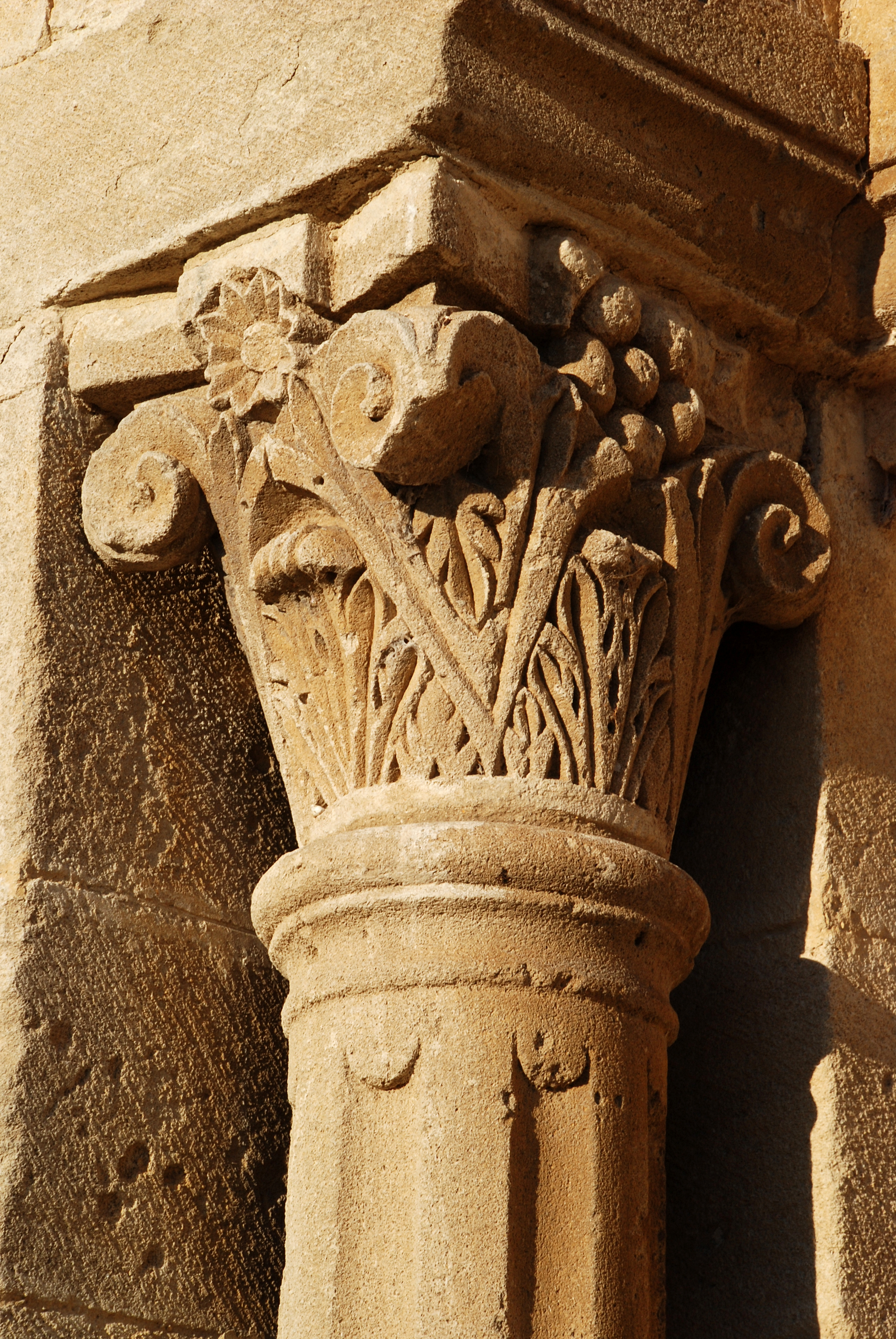
Chapiteau.
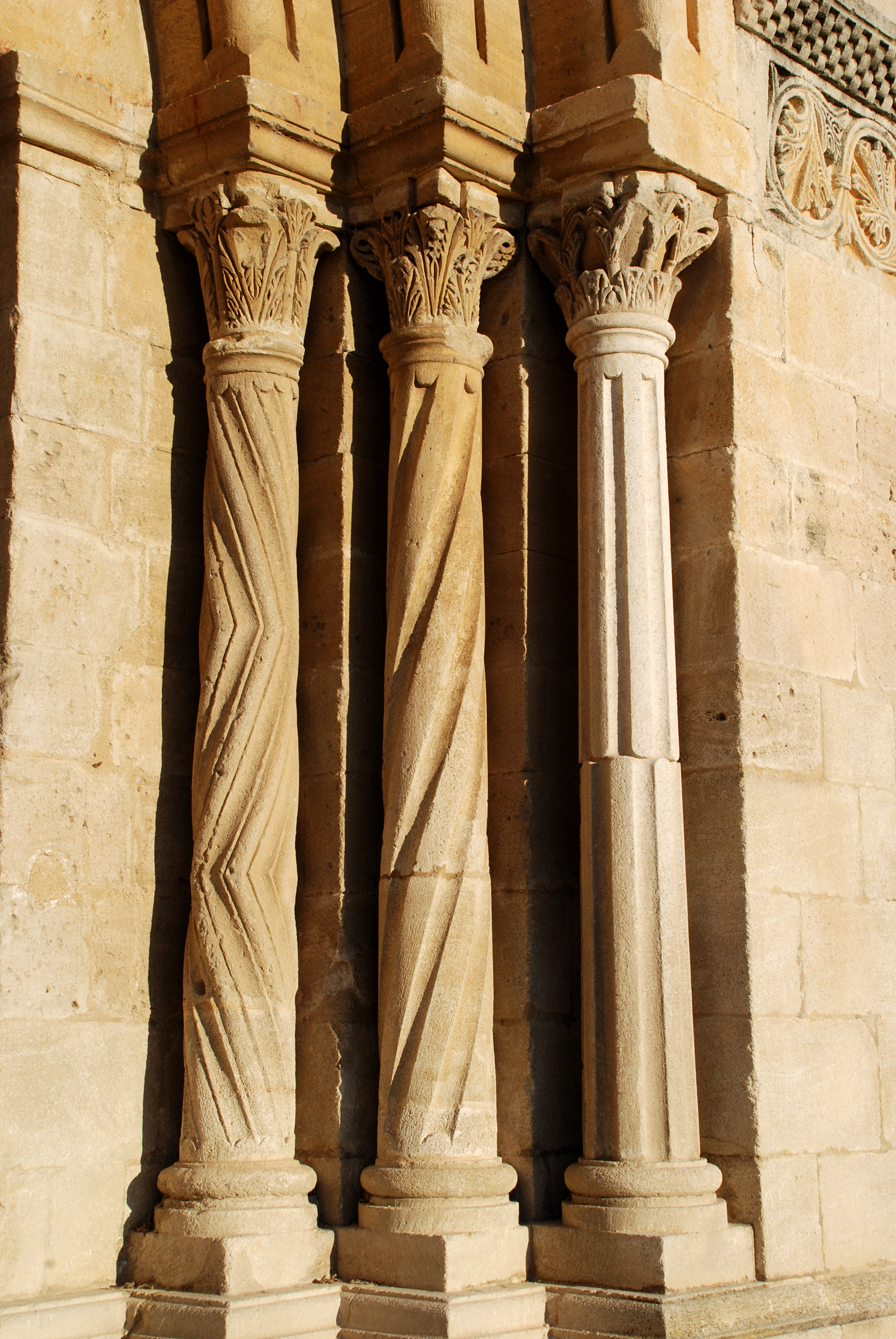
Colonnes de droite.

### L'intérieur

#### La nef
La nef est rythmée par des arcs de décharge latéraux séparés par des colonnes engagées surmontées de chapiteaux ornés de palmettes et de feuilles d'acanthe.
On signalera également un grand arc ogival bordé d'un beau cordon de bâtons brisés.

#### Le chœur
Le chœur, très petit, présente une belle décoration. La fenêtre axiale à simple ébrasement est encadrée de deux élégantes colonnettes au fût cannelé surmontées de chapiteaux  à palmettes supportant un arc de décharge.
De part et d'autre, des colonnes monolithes à chapiteaux à feuilles d'acanthe sont logées dans des niches.
Les vitraux ont été créés en 1998 par l'artiste française Aurelie Nemours, alors âgée de 86 ans,,, « une des adeptes les plus inspirées de l'abstraction géométrique dont le Hollandais Piet Mondrian a jeté les bases ». « Les plombs qui sertissent les verres reprennent les lignes horizontales et verticales structurant son œuvre, et proposent un rythme différent pour chacun des six vitraux. Le rouge au sélénium, jusque là jamais utilisé par les maîtres-verriers, permet d'atteindre une teinte de verre insensible à l'état du ciel et au passage des nuages ». Ce rouge particulier, aussi appelé « rouge SNCF », « a la particularité de ne laisser passer qu'une seule longueur d'onde du spectre : de ce fait, c'est une couleur stable, non affectée par les variations lumineuses de l'atmosphère ».

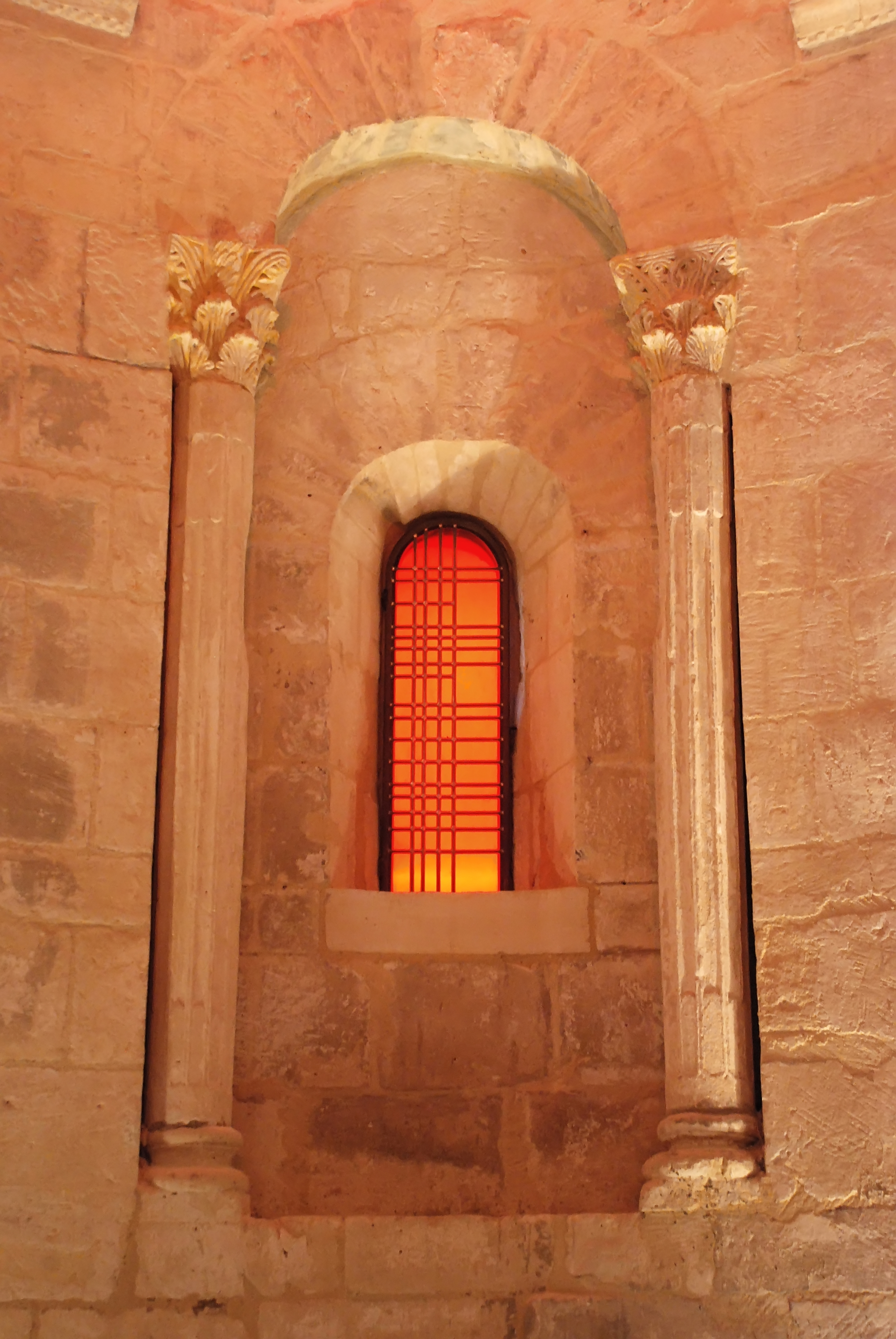
La fenêtre axiale du chœur, avec un vitrail d'Aurelie Nemours.
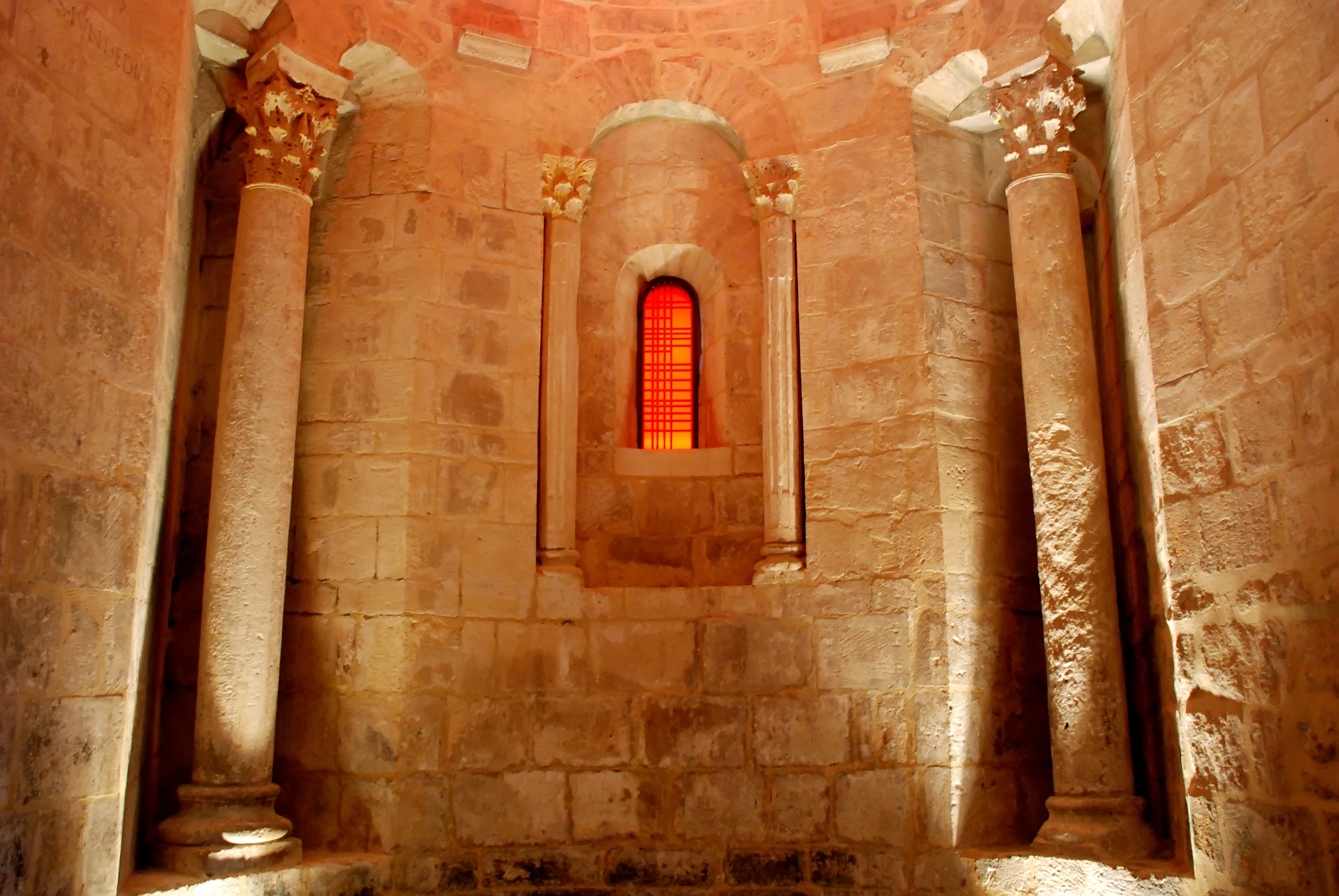
Le chœur.
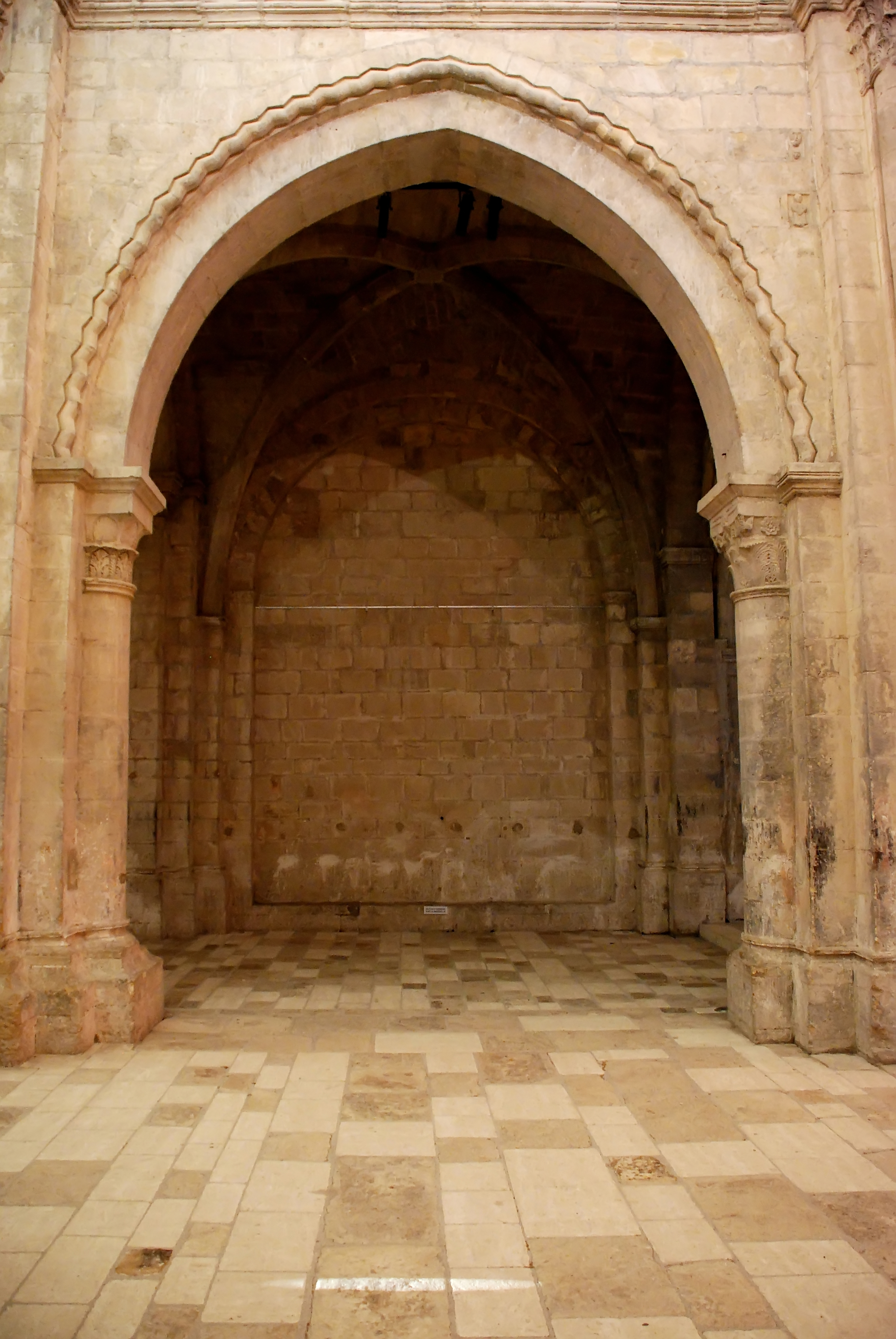
Arc brisé bordé d'un cordon de bâtons brisés.